# Hemin Benishari
Hemin Benishari alias Abu Darda'a Benishari ist ein irakisch-kurdischer Islamistenführer. Benishari soll laut US-Geheimdienst Befehlshaber von Kämpfern der radikalen Islamistengruppe Ansar al-Islam gewesen sein.
Während des Bombardierung der Ansar al-Islam Lager 2003 im Nordosten des Landes, floh Benishari mit Abu Musab az-Zarqawi in den Iran. Von dort aus hat Benishari Anschläge gegen die Koalitions-Truppen im Irak geplant und durchführen lassen. 2004 kehrte Benishari in den Irak zurück und schloss sich der Islamistengruppe von Abu Musab az-Zarqawi, Al-Tauhid wa al-Dschihad an. Er ist auch Experte für Sprengstoffbau und taktische Angriffe.
Die USA zählt Hemin Benishari zu den am meisten gesuchten Terroristen des Irak.